# Didier Défago
Didier Défago (n. 2 octombrie 1977, Morgins⁠(d), Cantonul Valais, Elveția) este un schior alpin elvețian, medaliat olimpic. A participat la 4 ediții ale Jocurilor Olimpice (2002, 2006, 2010, 2014) în care a câștigat o medalie de aur.